# Eleições estaduais no Rio Grande do Sul em 1998
As Eleições estaduais no Rio Grande do Sul em 1998 aconteceram junto com as eleições federais no Brasil, em 3 de outubro. Desde 1994, como resultado de uma emenda constitucional que reduziu o mandato presidencial para quatro anos, todas as eleições federais e estaduais no Brasil coincidiram. As eleições estaduais decidem governadores e os deputados estaduais para as Assembleias Legislativas. Também os membros do Congresso Nacional são eleitos por estado.
A eleição foi bastante polarizada entre dois candidatos: Antônio Britto (PMDB) e Olívio Dutra (PT). As urnas mostraram um empate entre os dois candidatos. O Ibope subestimou, de forma estatisticamente significativa, a votação dada ao PT. O percentual de votos inválidos ficou marginalmente dentro das barras de erro da pesquisa do Ibope.

## Candidatos a governador
Nota: a tabela a seguir está organizada por ordem alfabética de candidatos.
| Candidato                   | Partido | Coligação                                      | Número eleitoral | Tempo de horário eleitoral (por bloco) |
| --------------------------- | ------- | ---------------------------------------------- | ---------------- | -------------------------------------- |
| Adilson da Silva dos Santos | PRN     | PRN-PRTB                                       | 36               | 58 segundos                            |
| Antônio Britto              | PMDB    | PMDB-PPB-PSDB-PTB-PFL-PL-PSL-PSC-PSD-PRP-PTdoB | 15               | 11 minutos e 16 segundos               |
| Emília Fernandes            | PDT     | PDT-PMN-PST                                    | 12               | 1 minuto e 56 segundos                 |
| Luís Marques                | PPS     | Sem coligação                                  | 23               | 1 minuto                               |
| Luiz Carlos Olinto Martins  | PRONA   | Sem coligação                                  | 56               | 57 segundos                            |
| Nélson Carvalho Vasconcelos | PV      | PV-PAN                                         | 43               | 58 segundos                            |
| Olívio Dutra                | PT      | PT-PSB-PCdoB-PCB                               | 13               | 2 minutos e 52 segundos                |

## Candidatos a senador
Nota: a tabela a seguir está organizada por ordem alfabética de candidatos.
| Candidato             | Partido | Coligação                                      | Número eleitoral | Tempo de horário eleitoral (por bloco) |
| --------------------- | ------- | ---------------------------------------------- | ---------------- | -------------------------------------- |
| Caetano Brum          | PPS     | Sem coligação                                  | 23               | 23 segundos                            |
| Carlos Evandro Fabris | PSDC    | Sem coligação                                  | 27               | 22 segundos                            |
| Eunice Lisboa Soares  | PRN     | PRN-PRTB                                       | 36               | 23 segundos                            |
| José Paulo Bisol      | PSB     | PSB-PT-PCdoB-PCB                               | 40               | 1 minuto e 19 segundos                 |
| Júlio Flores          | PSTU    | Sem coligação                                  | 16               | 22 segundos                            |
| Pedro Simon           | PMDB    | PMDB-PPB-PSDB-PTB-PFL-PL-PSL-PSC-PSD-PRP-PTdoB | 15               | 5 minutos e 31 segundos                |
| Pedro Ruas            | PDT     | PDT-PMN-PST                                    | 12               | 51 segundos                            |
| Osvaldo Uchoa Rezende | PRONA   | Sem coligação                                  | 56               | 22 segundos                            |
| Raul Selva            | PV      | PV-PAN                                         | 43               | 23 segundos                            |

## Coligações proporcionais à Câmara dos Deputados
Nota: A tabela a seguir está organizada por ordem alfabética de coligações.
| Nome da Coligação               | Partidos integrantes          | Tempo no horário eleitoral (por bloco) | Número de inserções diárias |
| ------------------------------- | ----------------------------- | -------------------------------------- | --------------------------- |
| Frente Brasil Evangélico        | PRN-PRTB                      | 47 segundos                            | 17                          |
| Frente Popular                  | PT - PSB - PCdoB - PCB        | 3 minutos e 10 segundos                | 68                          |
| Frente Trabalhista Riograndense | PDT - PMN - PST               | 1 minuto e 59 segundos                 | 43                          |
| PPB/PL                          | PPB - PL                      | 4 minutos e 3 segundos                 | 87                          |
| Sem coligação                   | PPS                           | 45 segundos                            | 16                          |
| Sem coligação                   | PRONA                         | 45 segundos                            | 16                          |
| Sem coligação                   | PSDC                          | 45 segundos                            | 16                          |
| Sem coligação                   | PSTU                          | 45 segundos                            | 16                          |
| Sem coligação                   | PTB                           | 1 minuto e 46 segundos                 | 38                          |
| Rio Grande Vencedor DF          | PMDB - PFL - PRP - PSC - PSDB | 9 minutos e 19 segundos                | 201                         |
| União Madura                    | PV-PAN                        | 47 segundos                            | 17                          |

## Coligações proporcionais à Assembleia Legislativa
Nota: A tabela a seguir está organizada por ordem alfabética de coligações.
| Nome da Coligação               | Partidos integrantes   | Tempo no horário eleitoral (por bloco) | Número de inserções diárias |
| ------------------------------- | ---------------------- | -------------------------------------- | --------------------------- |
| Sem coligação                   | PRN-PRTB               | 32 segundos                            | 14                          |
| Frente Popular                  | PT - PSB - PCdoB - PCB | 2 minutos e 26 segundos                | 66                          |
| Frente Trabalhista Riograndense | PDT - PMN - PST        | 1 minuto e 30 segundos                 | 40                          |
| PPB/PL                          | PPB - PL               | 3 minutos e 9 segundos                 | 85                          |
| Sem coligação                   | PPS                    | 33 segundos                            | 15                          |
| Sem coligação                   | PRONA                  | 30 segundos                            | 13                          |
| Sem coligação                   | PSC                    | 30 segundos                            | 13                          |
| Sem coligação                   | PSDC                   | 30 segundos                            | 13                          |
| Sem coligação                   | PSTU                   | 30 segundos                            | 13                          |
| Sem coligação                   | PTB                    | 1 minuto e 19 segundos                 | 35                          |
| Rio Grande Vencedor DE          | PMDB - PFL - PRP       | 5 minutos e 39 segundos                | 152                         |
| União Madura                    | PV-PAN                 | 32 segundos                            | 14                          |

## Resultado da eleição para governador

### Primeiro turno
| Candidatos a governador do estado | Candidatos a vice-governador | Número | Coligação                                                                      | Votação   | Percentual |
| --------------------------------- | ---------------------------- | ------ | ------------------------------------------------------------------------------ | --------- | ---------- |
| Antônio Britto PMDB               | José Otávio Germano PPB      | 15     | Rio Grande Vencedor (PMDB, PPB, PSDB, PFL, PTB, PL, PSC, PSD, PSL, PRP, PTdoB) | 2.319.302 | 46,40%     |
| Olívio Dutra PT                   | Miguel Rossetto PT           | 13     | Frente Popular (PT, PSB, PCdoB, PCB)                                           | 2.295.503 | 45,92%     |
| Emília Fernandes PDT              | Matheus Schmidt PDT          | 12     | Frente Trabalhista Riograndense (PDT, PST, PMN)                                | 309.315   | 6,19%      |
| Luis Carlos Martins PRONA         | Antônio Furtado Maciel PRONA | 56     | —                                                                              | 34.590    | 0,69%      |
| Luis Roberto Saraiva PPS          | Roberto Bolsoni PPS          | 23     | —                                                                              | 21.636    | 0,43%      |
| Adilson dos Santos PRN            | Irineu Macedo PRN            | 36     | Frente Riograndense Evangélica (PRN, PRTB)                                     | 10.949    | 0,22%      |
| Nelson Vasconcelos PV             | João Cidade PAN              | 43     | União Madura Riograndense (PV, PAN)                                            | 7.373     | 0,15%      |

| Partido | Partido | Candidato            | Votos     | Votos (%) |
| ------- | ------- | -------------------- | --------- | --------- |
|         | PMDB    | Antônio Britto       | 2 319 302 | 46,4%     |
|         | PT      | Olívio Dutra         | 2 295 503 | 45,92%    |
|         | PDT     | Emília Fernandes     | 309 315   | 6,19%     |
|         | PRONA   | Luis Carlos Martins  | 34 590    | 0,69%     |
|         | PPS     | Luis Roberto Saraiva | 21 636    | 0,43%     |
|         | PRN     | Adilson dos Santos   | 10 949    | 0,22%     |
|         | PV      | Nelson Vasconcelos   | 7 373     | 0,15%     |
| Totais  | Totais  | Totais               | 4 998 668 |           |

### Segundo turno
| Candidatos a governador do estado | Candidatos a vice-governador | Número | Coligação                                                                      | Votação   | Percentual |
| --------------------------------- | ---------------------------- | ------ | ------------------------------------------------------------------------------ | --------- | ---------- |
| Olívio Dutra PT                   | Miguel Rossetto PT           | 13     | Frente Popular (PT, PSB, PCdoB, PCB)                                           | 2.844.767 | 50,78%     |
| Antônio Britto PMDB               | José Otávio Germano PPB      | 15     | Rio Grande Vencedor (PMDB, PPB, PSDB, PFL, PTB, PL, PSC, PSD, PSL, PRP, PTdoB) | 2.757.401 | 49,22%     |

| Partido | Partido | Candidato      | Votos     | Votos (%) |
| ------- | ------- | -------------- | --------- | --------- |
|         | PT      | Olívio Dutra   | 2 844 767 | 50,78%    |
|         | PMDB    | Antônio Britto | 2 757 401 | 49,22%    |
| Totais  | Totais  | Totais         | 5 602 168 |           |

## Resultado da eleição para senador[2]
| Candidatos a senador da República | Candidatos a suplente de senador                   | Número | Coligação                                                                      | Votação   | Percentual |
| --------------------------------- | -------------------------------------------------- | ------ | ------------------------------------------------------------------------------ | --------- | ---------- |
| Pedro Simon PMDB                  | Hermes Zaneti PSDB Eliana da Cunha PFL             | 15     | Rio Grande Vencedor (PMDB, PPB, PSDB, PFL, PTB, PL, PSC, PSD, PSL, PRP, PTdoB) | 2.485.111 | 54,33%     |
| José Paulo Bisol PSB              | Guiomar Vidor PCdoB Waldemar Marques PCB           | 40     | Frente Popular (PT, PSB, PCdoB, PCB)                                           | 1.562.342 | 30,47%     |
| Pedro Ruas PDT                    | Alceu Barbosa Velho PDT Jânio Fernando Bones PDT   | 12     | Frente Trabalhista Riograndense (PDT, PST, PMN)                                | 526.395   | 11,51%     |
| Oswaldo Rezende PRONA             | Heloísa Ferreira PRONA Moyses Pereira PRONA        | 56     | —                                                                              | 51.281    | 1,12%      |
| Eunice Gomes PRN                  | Antonio Rodrigues PRN Érico Mello Neto PRTB        | 36     | Frente Riograndense Evangélica (PRN, PRTB)                                     | 39.834    | 0,87%      |
| Julio Flores PSTU                 | Roselena Colombo PSTU Otávio Rohrig PSTU           | 16     | —                                                                              | 24.642    | 0,54%      |
| Raul Selva PV                     | Mariza Sella PV Paulo Ary Vedoy PV                 | 43     | União Madura Riograndense (PV, PAN)                                            | 22.609    | 0,49%      |
| Caetano Brum PPS                  | Arnóbio Mulet Pereira PPS Julio Cesar da Silva PPS | 23     | —                                                                              | 20.276    | 0,44%      |
| Carlos Ernesto Fabris PSDC        | Ernani da Silva PSDC Idir Antonio Fabris PSDC      | 27     | —                                                                              | 10.217    | 0,22%      |

## Deputados federais eleitos
| Partido | Vagas | Votos válidos | %     |
| ------- | ----- | ------------- | ----- |
| PT      | 8     | 560.540       | 11,56 |
| PMDB    | 7     | 637.650       | 13,10 |
| PPB     | 5     | 445.938       | 9,18  |
| PDT     | 4     | 222.092       | 4,56  |
| PTB     | 3     | 174.538       | 3,58  |
| PSB     | 1     | 80.587        | 1,66  |
| PFL     | 1     | 57.349        | 1,18  |

## Deputados estaduais eleitos
São relacionados os candidatos eleitos com informações complementares da Assembleia Legislativa.

Representação eleita
  PT: 12
  PPB: 11
  PTB: 10
  PMDB: 10
  PDT: 7
  PFL: 2
  PSDB: 2
  PSB: 1

Fonteː
| Número | Deputados estaduais eleitos    | Partido | Votação | Cidade onde nasceu   | Unidade federativa |
| 14292  | Sérgio Zambiasi                | PTB     | 217.643 | Encantado            | Rio Grande do Sul  |
| 13699  | Maria do Rosário               | PT      | 76.658  | Veranópolis          | Rio Grande do Sul  |
| 11444  | Érico Ribeiro                  | PPB     | 74.587  | Camaquã              | Rio Grande do Sul  |
| 25555  | Germano Bonow                  | PFL     | 68.639  | Porto Alegre         | Rio Grande do Sul  |
| 14236  | Paulo Sérgio Moreira           | PTB     | 60.474  | Porto Alegre         | Rio Grande do Sul  |
| 15177  | Cezar Busatto                  | PMDB    | 59.051  | Veranópolis          | Rio Grande do Sul  |
| 11166  | Vilson Covatti                 | PPB     | 51.766  | Palmitinho           | Rio Grande do Sul  |
| 14191  | Iradir Pietroski               | PTB     | 48.064  | Itatiba do Sul       | Rio Grande do Sul  |
| 13160  | Edson Portilho                 | PT      | 44.049  | Sapucaia do Sul      | Rio Grande do Sul  |
| 13113  | Flávio Koutzii                 | PT      | 43.615  | Porto Alegre         | Rio Grande do Sul  |
| 11285  | Francisco Appio                | PPB     | 43.281  | Vacaria              | Rio Grande do Sul  |
| 15140  | José Ivo Sartori               | PMDB    | 42.504  | Farroupilha          | Rio Grande do Sul  |
| 11112  | João Fischer                   | PPB     | 42.068  | Taquara              | Rio Grande do Sul  |
| 15138  | João Osório                    | PMDB    | 41.562  | Cachoeira do Sul     | Rio Grande do Sul  |
| 12267  | João Luiz Vargas               | PDT     | 39.624  | São Sepé             | Rio Grande do Sul  |
| 12125  | Giovani Cherini                | PDT     | 38.691  | Soledade             | Rio Grande do Sul  |
| 15220  | Paulo Odone                    | PMDB    | 38.287  | Porto Alegre         | Rio Grande do Sul  |
| 11123  | José Haidar Farret             | PPB     | 38.258  | Santa Maria          | Rio Grande do Sul  |
| 15156  | Berfran Rosado                 | PMDB    | 37.873  | Rosário do Sul       | Rio Grande do Sul  |
| 13133  | Luciana Genro                  | PT      | 36.665  | Santa Maria          | Rio Grande do Sul  |
| 11200  | Maria do Carmo Bueno           | PPB     | 36.214  | Santa Bárbara do Sul | Rio Grande do Sul  |
| 11122  | Frederico Antunes              | PPB     | 34.263  | Uruguaiana           | Rio Grande do Sul  |
| 11240  | Adolfo Brito                   | PPB     | 34.095  | Sobradinho           | Rio Grande do Sul  |
| 13413  | Ronaldo Zülke                  | PT      | 34.088  | São Leopoldo         | Rio Grande do Sul  |
| 13655  | Dionilso Marcon                | PT      | 33.982  | Ronda Alta           | Rio Grande do Sul  |
| 40200  | Bernardo de Souza              | PSB     | 33.708  | Pedro Osório         | Rio Grande do Sul  |
| 11101  | Marco Peixoto                  | PPB     | 32.884  | Santiago             | Rio Grande do Sul  |
| 12212  | Vieira da Cunha                | PDT     | 32.243  | Cachoeira do Sul     | Rio Grande do Sul  |
| 12345  | Kalil Sehbe Neto               | PDT     | 31.921  | Caxias do Sul        | Rio Grande do Sul  |
| 11250  | Valdir Andres                  | PPB     | 31.526  | São Luiz Gonzaga     | Rio Grande do Sul  |
| 15115  | Giovani Feltes                 | PMDB    | 30.922  | São Leopoldo         | Rio Grande do Sul  |
| 11222  | Otomar Vivian                  | PPB     | 30.443  | Caçapava do Sul      | Rio Grande do Sul  |
| 13120  | Bohn Gass                      | PT      | 30.282  | Santo Cristo         | Rio Grande do Sul  |
| 13777  | Maria Cecília Moreira Hypólito | PT      | 29.894  | Pelotas              | Rio Grande do Sul  |
| 15150  | Alexandre Postal               | PMDB    | 29.726  | Guaporé              | Rio Grande do Sul  |
| 13123  | Roque Grazziotin               | PT      | 29.113  | Antônio Prado        | Rio Grande do Sul  |
| 12233  | Ciro Simoni                    | PDT     | 28.079  | Porto Alegre         | Rio Grande do Sul  |
| 15205  | Jair Foscarini                 | PMDB    | 27.532  | Novo Hamburgo        | Rio Grande do Sul  |
| 25222  | Onyx Lorenzoni                 | PFL     | 26.046  | Porto Alegre         | Rio Grande do Sul  |
| 15369  | Mário Bernd                    | PMDB    | 25.394  | Porto Alegre         | Rio Grande do Sul  |
| 15515  | Elmar André Schneider          | PMDB    | 25.247  | Estrela              | Rio Grande do Sul  |
| 13240  | Ivar Pavan                     | PT      | 25.162  | Aratiba              | Rio Grande do Sul  |
| 13444  | Luís Fernando Schmidt          | PT      | 25.099  | Lajeado              | Rio Grande do Sul  |
| 12244  | Paulo Azeredo                  | PDT     | 23.798  | Montenegro           | Rio Grande do Sul  |
| 13202  | Paulo Pimenta                  | PT      | 23.668  | Santa Maria          | Rio Grande do Sul  |
| 14102  | Edemar Vargas                  | PTB     | 23.643  | Tupanciretã          | Rio Grande do Sul  |
| 12230  | Adroaldo Loureiro              | PDT     | 23.148  | Santo Ângelo         | Rio Grande do Sul  |
| 14120  | Manoel Maria dos Santos        | PTB     | 22.901  | Três Barras          | Santa Catarina     |
| 14233  | Eliseu Santos                  | PTB     | 22.574  | Porto Alegre         | Rio Grande do Sul  |
| 14200  | Aloísio Classmann              | PTB     | 18.973  | Campo Novo           | Rio Grande do Sul  |
| 14130  | Abílio dos Santos              | PTB     | 18.434  | Canoas               | Rio Grande do Sul  |
| 45123  | Adilson Troca                  | PSDB    | 16.715  | Rio Grande           | Rio Grande do Sul  |
| 14113  | Luís Augusto Lara              | PTB     | 16.222  | Bagé                 | Rio Grande do Sul  |
| 14121  | Osmar Severo                   | PTB     | 16.193  | Venâncio Aires       | Rio Grande do Sul  |
| 45135  | Jorge Gobbi                    | PSDB    | 13.795  | São Marcos           | Rio Grande do Sul  |